# Cserepanovói járás
A Cserepanovói járás (oroszul Черепановский район) Oroszország egyik járása a Novoszibirszki területen. Székhelye Cserepanovo.

## Népesség
- 1989-ben 53 418 lakosa volt.
- 2002-ben 50 959 lakosa volt.
- 2010-ben 47 842 lakosa volt, melyből 44 900 orosz, 1 093 német, 294 ukrán, 193 cigány, 134 tatár, 120 örmény, 66 fehérorosz, 59 üzbég, 42 tadzsik, 40 mordvin, 38 azeri, 36 kirgiz, 31 csuvas, 18 kazah, 18 mari, 18 moldáv, 16 kínai, 15 koreai, 13 udmurt, 12 baskír stb.